# 헨리 반다이크 카터

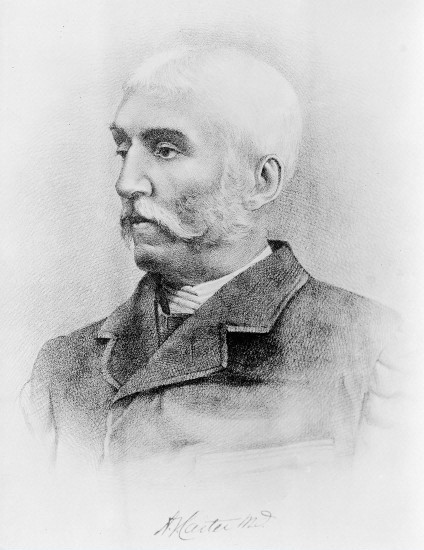
1870년 경 그린 자화상

헨리 반다이크 카터(Henry Vandyke Carter, 1831년 5월 22일~1897년 5월 4일)는 영국의 해부학자, 외과의사다. 잉글랜드 이스트라이딩오브요크셔주 킹스턴어폰헐에서 태어났고 헨리 그레이의 제안으로 그의 그레이 해부학을 집필할 때 삽화가로서 참가했다.